# 전종서
전종서(1994년 7월 5일~)는 대한민국의 배우이다.

## 생애
전종서는 어린 시절부터 친인척들이 거주 중인 캐나다를 자주 오갔으며 캐나다에서 중학교를 졸업한 뒤 고등학교를 다니던 중 한국에 돌아왔다.
학사시스템의 차이로 예술고등학교에 또래보다 2년 늦게 들어가 학창시절 내내 두 살 어린 동급생들과 친구처럼 지냈다.
고등학교 졸업후 대학교 영화예술학과에 입학을 했고 1년을 다녔지만 거의 수업에 나오지 않았다. 수업에 대한 회의가 들어서였다. 하지만 연기는 계속하고 싶어서 학원에서 연기를 배우면서 소속사를 찾았다.

## 약력
전종서는 자신의 가치관과 맞는 회사를 찾기 위해 2년 동안 안 만나본 회사가 없을 정도로 많은 회사와 접촉했고, 2017년 8월 마이컴퍼니와 계약을 맺었다.
계약한 날로부터 3일 후 그녀는 연기 경험이 전무한 상태에서 무라카미 하루키의 단편소설 《헛간을 태우다》를 원작으로 한 이창동 감독의 영화 《버닝》 공개오디션에 참가했고, 한달 후 신해미 역에 캐스팅되었다. 

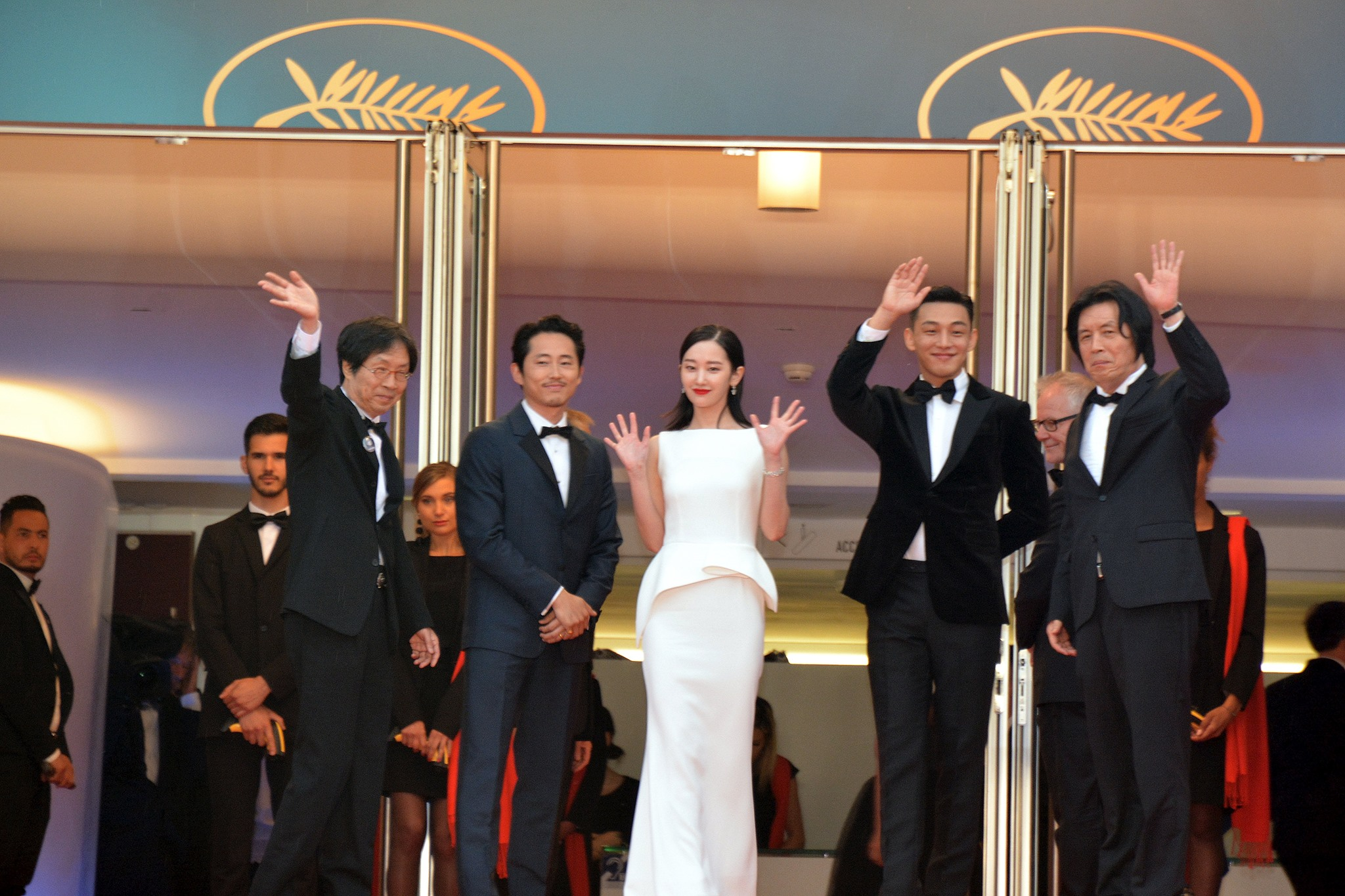
2018년 칸 영화제 뤼미에르 대극장에 이준동, 스티븐 연, 유아인, 이창동 감독과 함께한 전종서.

영화 《버닝》은 2018년 제71회 칸 영화제 경쟁부문에 초청되었으며, 5월 16일 칸 영화제 월드프리미어 및 5월 17일 국내 개봉을 했다.
2020년 넷플릭스에서 개봉한 이충현 감독의 장편영화 《콜》을 차기작으로 정했다. '콜'은 각각 다른 시간대에 사는 두 여자가 우연한 전화로 서로의 존재를 알게 되면서 벌어지는 일을 그린 스릴러 영화이다. 전종서는 과거 시간대를 살고 있는 연쇄살인마 오영숙 역을 맡았다.
이후 애나 릴리 아미푸르 감독의 러브콜을 받고 할리우드 영화 《모나 리자 앤 더 블러드문》(Mona Lisa and the Blood Moon) 오디션을 봤으며, 주연을 맡게 되면서 미국에 진출하게 되었다.
미국 뉴올리언스를 배경으로 비범하면서도 위험한 힘을 지닌 소녀가 정신병원으로부터 도망쳐 나오면서 겪는 이야기를 그린 영화로 전종서는 이상하고 위험한 능력을 지닌 소녀 루나틱을 연기한다.
2021년 5월 4일 미국 UTA(유나이티드 탤런트 에이전시, United Talent Agency)와 계약을 맺었다.

## 출연 작품

### 영화
| 연도 | 제목                 | 역할   | 일본판 성우진 |
| ---- | -------------------- | ------ | ------------- |
| 2018 | 버닝                 | 신해미 |               |
| 2020 | 콜                   | 오영숙 |               |
| 2021 | 연애 빠진 로맨스     | 자영   |               |
| 2021 | 모나리자와 블러드 문 | 루나틱 |               |
| 2023 | 발레리나             | 옥주   | 콘도 유이     |
| 2025 | 프로젝트 Y           | 도경   |               |

### 드라마
| 연도 | 방송사  | 제목                    | 역할   | 비고   | 일본판 성우진   |
| ---- | ------- | ----------------------- | ------ | ------ | --------------- |
| 2022 | Netflix | 종이의 집: 공동경제구역 | 리홍단 |        | 나카무라 미사토 |
| 2022 | TVING   | 몸값                    | 박주영 |        |                 |
| 2024 | tvN     | 웨딩 임파서블           | 나아정 | 12부작 |                 |
| 2024 | TVING   | 우씨왕후                | 우희   | 8부작  |                 |

## 연기 외 활동

### 방송
| 연도   | 방송사 | 제목          | 역할   | 날짜     | 비고 |
| ------ | ------ | ------------- | ------ | -------- | ---- |
| 2020년 | JTBC   | 아는 형님     | 게스트 | 3월 7일  |      |
| 2020년 | SBS    | 본격연예 한밤 | 게스트 | 3월 15일 |      |

### 광고
- 2024년 : OB맥주 카스라이트

## 수상 및 후보
| 연도 | 시상식                              | 부문                                      | 작품             | 결과 | 출처  |
| ---- | ----------------------------------- | ----------------------------------------- | ---------------- | ---- | ----- |
| 2018 | 제27회 부일영화상                   | 신인여우상                                | 버닝             | 후보 |       |
| 2018 | 제27회 부일영화상                   | 여자 인기스타상                           | 버닝             | 후보 |       |
| 2018 | 제55회 대종상                       | 신인여우상                                | 버닝             | 후보 |       |
| 2018 | 제2회 더 서울 어워즈                | 영화부문 여우신인상                       | 버닝             | 후보 |       |
| 2018 | 제39회 청룡영화상                   | 신인여우상                                | 버닝             | 후보 |       |
| 2018 | 더 할리우드 리포터                  | 15 International Breakout Talents of 2018 | 버닝             | 6위  | [ 9 ] |
| 2018 | 제3회 아시아 아티스트 어워즈        | 배우부문 여자인기상                       | 버닝             | 후보 |       |
| 2019 | 제16회 인터내셔널 시네필 소사이어티 | 최우수 여우조연상                         | 버닝             | 후보 |       |
| 2019 | 인터네셔널 온라인 시네마 어워즈     | 최우수 여우조연상                         | 버닝             | 후보 |       |
| 2019 | 제13회 아시안 필름 어워즈           | 신인연기상                                | 버닝             | 후보 |       |
| 2019 | Chlotrudis 어워즈                   | 최우수 여우조연상                         | 버닝             | 후보 |       |
| 2019 | 제55회 백상예술대상                 | 영화부문 여자 신인연기상                  | 버닝             | 후보 |       |
| 2019 | 제24회 춘사영화제                   | 신인여우상                                | 버닝             | 후보 |       |
| 2019 | 아시아 영화 비평가 협회             | 최우수 신인배우상                         | 버닝             | 수상 |       |
| 2019 | 페로 제도 영화제                    | 최우수 신인배우상                         | 버닝             | 후보 |       |
| 2021 | 제57회 백상예술대상                 | 영화부문 여자 최우수연기상                | 콜               | 수상 |       |
| 2021 | 제30회 부일영화상                   | 여우주연상                                | 콜               | 수상 |       |
| 2021 | 제26회 춘사영화제                   | 여우주연상                                | 콜               | 후보 |       |
| 2021 | 제15회 아시안 필름 어워즈           | 여우주연상                                | 콜               | 후보 |       |
| 2021 | 제42회 청룡영화상                   | 여우주연상                                | 콜               | 후보 |       |
| 2022 | 제20회 디렉터스 컷 어워즈           | 올해의 여자배우상                         | 콜               | 수상 |       |
| 2022 | 제58회 백상예술대상                 | 영화부문 여자 최우수연기상                | 연애 빠진 로맨스 | 후보 |       |
| 2023 | 제59회 대종상                       | 시리즈 여우상                             | 몸값             | 후보 |       |